# Kły i pazury
Kły i pazury (ang. Tooth and Claw) – powieść z gatunku horroru autorstwa Grahama Mastertona, wydana w 1997 roku. Druga część cyklu Rook.
Jim Rook, nauczyciel angielskiego i przedmiotów specjalnych w West Crove Comunnity College powraca w kontynuacji powieści Rook. Do jego klasy przybywa nowa uczennica – Catleen Biały Ptak. Jest Indianką. Do Jima przychodzi duch jego dziadka i ostrzega go przed demonem, który może go zabić. Następnego dnia szkolna szatnia zostaje zdemolowana. Ginie chłopak Catleen. Okazuje się, że dziewczyna jest zaręczona z indiańskim duchem Coyote, który nie dopuszcza do jej zdrady. Jim postanawia pomóc Indiance. Wyrusza na spotkanie z Coyote. Gdy ten nie zgadza się na zostawienie Catleen, Jim postanawia z nią uciec. Ściga ich jednak inny indiański demon – zakochana w Coyote Niedźwiedzia Panna.